# Pandanus hermsianus
Pandanus hermsianus är en enhjärtbladig växtart som beskrevs av Ugolino Martelli. Pandanus hermsianus ingår i släktet Pandanus och familjen Pandanaceae. Inga underarter finns listade.